# 1990年中華民國總統選舉
1990年中華民國總統選舉，即中華民國第八任總統副總統選舉，選舉方式為國民大會代表（以下簡稱國大代表）參與投票的間接選舉，選舉地點在臺北市陽明山中山樓。本次是最後一次總統間接選舉，也是唯一一次無蔣中正家族成員參與的間接選舉。1990年3月21日先舉行總統選舉，副總統選舉則於隔日的3月22日舉行。選舉結果由1988年依《中華民國憲法》繼任總統（原總統蔣經國於任內病逝）的李登輝當選為第八任總統，時任總統府秘書長的李元簇則當選為副總統。
由於本屆選舉被視為是蔣經國逝世後的接班人選舉，影響台灣政治發展，因此格外引起注目。此外，選舉過程中執政國民黨「主流派」與「非主流派」黨內鬥爭也影響著之後的權力分配，包括隨後郝柏村的政治勢力消長、新黨的出走、李登輝的權力擴大等。此外，由於國大代表濫權行為引起的野百合學運更是台灣歷史上最大的學生運動，當中學生提出的要求也在日後一連串《中華民國憲法》修憲中獲得實現，影響後20年的台灣政局。其要角也在日後進入台灣政界。而民主進步黨的「總統民選行動」也在日後導致修憲並由公民直選。

## 國民黨副總統候選人提名
1988年蔣經國逝世後逐漸展開中國國民黨主流與非主流的政爭。原本支持時任總統李登輝的外省籍中生代政治人物，因與時任總統李登輝政治理念不合，大部分轉而支持郝柏村，其中，以國民黨內的次級團體新國民黨連線的趙少康等為代表。執政黨國民黨內部形成以黃主文、陳哲男、吳梓組成的集思會為首的「主流派」與新國民黨連線的「非主流派」對立局面。不過，時任總統李登輝仍在宋楚瑜、馬英九等外省人與多數臺籍政治人物支持下，宣佈競選第八任中華民國總統。
隨著1990年總統選舉接近，國民黨內亦有多人爭取副總統提名。1988年7月中國國民黨第十三次全國代表大會，李登輝當選黨主席；然而此時十三全會期間掌握黨機器權力的秘書長李煥在選舉中進行動員，以第一高票當選中央委員；而時任行政院院長俞國華屈居35名。雖然李登輝當選黨主席，但會議期間李登輝完全沒有權力發揮的空間，權力全由李煥掌握。俞國華則在立法院中受到李煥勢力的強烈攻擊，隔年5月提出辭呈。
1989年年底，李登輝正在尋找副總統搭檔人選，外界一般預測李煥會被提名，李煥也曾傳來有意更上層樓的消息，然而李登輝不希望從權力中心找人。:72面對李煥勢力的造勢，李登輝也出現不滿。1990年新春過後，李登輝透過文工會主任祝基瀅提出著名的副總統「五條件說」，分別是：
1. 在政界及學界有相當地位和歷練，也有良好成就；
2. 能全心全意輔弼總統，而且曾與總統有共事經驗，能得到總統的相處；
3. 將來無意競逐第九屆總統職位；
4. 外省籍；
5. 年齡略高於中生代。

最後李登輝選出了無政治班底的前法務部部長、時任總統府秘書長李元簇。李登輝希望副總統人選是謹守分際不多話的人，而李元簇除了具備上述條件外，其法學素養是李登輝認為在對推動政治改革中憲政與法制奠基上有幫助，因此得以出線。:72此時李煥轉向非主流派靠攏，並希望非主流派能運作另外提出正副總統人選，對抗李登輝的主流派。在前國防部總政治作戰部主任王昇穿針引線下，2月9日非主流派李煥、林洋港、蔣緯國、郝柏村四巨頭會商，決議提出票選副總統、推舉林蔣搭配。:203

### 二月政爭
李登輝原先打算在1990年2月11日國民黨臨中全會上提出李元簇，然而李煥卻已私下與時任國防部長的郝柏村運作，打算撤換副總統人選。2月10日，李登輝陣營接獲國民黨副秘書長鄭心雄傳來消息，表示他到行政院時看到郝柏村剛離開，李煥並對他說「我們是自己人，這是絕對機密，明天的提名要改變」。鄭心雄即向李元簇報告，聽到李元簇轉述後的李登輝開始警惕。:73而李登輝祕書蘇志誠也收到李煥到總統府找郝柏村的消息，得知對方已展開動員的李登輝陣營，遂透過蘇志誠向媒體曝光副總統人選可能換人的消息，最好明天到中山樓會場圍堵這些當事人即可得到答案。李陣營認為，此舉使非主流派產生內部信心問題，也製造欺敵效果。:74
最後在2月11日臨中全會中正式通過李登輝、李元簇代表國民黨參選正副總統。:75在提名後，李煥隨即舉手表示反對全體舉手鼓掌，應採取票選決定。隨後林洋港亦發言要求主席休會，在下午投票表決「起立」或「票選」表決。李煥與林洋港的發言被視為與李登輝的公開決裂。:201而會議主席謝東閔並未休會，迅速進行表決。由於李煥、林洋港、郝柏村的公開發言支持票選，以帶動聲勢。暴露出「非主流派」確實有意將李登輝拉下台，亦導致許多中央委員因害怕發生不可知的嚴重後果，不敢反對李登輝。:155最後在國民黨180名中央委員中，票選派獲得70票、而贊成起立有99票。:201決定以起立鼓掌形式決定由李登輝、李元簇代表國民黨參選，「非主流派」的翻案功敗垂成。
2月底，未經改選已逾42年之久的第一屆國大代表滕傑突然結合少數國大代表宣佈，推選司法院長林洋港與蔣緯國參加該任正副總統選舉。3月4日，部分國代在台北市三軍軍官俱樂部組成「林洋港、蔣緯國參選誓師大會」，並在現場散發傳單指控李登輝是中國共產黨黨員、陰謀毀滅國民黨。並有署名「愛國的大眾」傳單，指責「李、宋集團」執政已使中華民國面臨亡國的時刻；更有署名「資深國代」的傳單，呼籲三軍將士拿出東征北伐的精神阻止「暴徒」（民主進步黨）的暴行，保護他們這群年邁力衰的革命老鬥士生命安全。而林洋港與蔣緯國態度曖昧不明：林洋港先是表態「候選而不競選」，如果國代連署提名他為總統候選人，他不會拒絕。總統府利用不同方法勸林洋港退選，包括請出國民黨內「八大老」勸退。
3月9日下午二時，林洋港在未告知「反李聯盟」其他三位巨頭下，於台北賓館請滕傑不要替他連署的方式，宣佈退選，並支持李登輝連任總統。當時李煥正在立法院備詢，直到立委黃河清以質詢方式宣布這項消息，李煥才知道盟友棄他而去。:204而稍後，自日本返臺的蔣孝武也召開記者會，抨擊他的二叔蔣緯國「爭謀權位，互不相讓，置本黨理想於不顧」；更以不願浪費無謂時間、一秒鐘也不願付出的態度，不屑勸退他的二叔，造成蔣緯國相當難堪，使蔣緯國失去競選副總統的正當性。該連署行動告終，形成只有李登輝及李元簇參選的同額選舉。

## 民調
根據天下雜誌在1990年2月20日做的民調顯示，95.6％的人民表示支持李登輝當總統，也有90.8％的人對李登輝的領導表示滿意。至於李元簇，約56％的人支持當副總統。

## 投票情形
3月21日早上9時30分，中華民國第八任總統選舉開始舉行，752名國大代表有668名參加投票。經唱票後，時任總統李登輝在下午1點3分以641票獲得連任。與他搭檔的時任總統府秘書長李元簇，也於隔日的副總統選舉中獲得當選。
| 候選人 | 候選人 | 政黨 | 政黨       | 得票   | 得票   | 當選 |
| ------ | ------ | ---- | ---------- | ------ | ------ | ---- |
| 候選人 | 候選人 | 政黨 | 政黨       | 票數   | 得票率 | 當選 |
| 總統   | 李登輝 |      | 中國國民黨 | 641    | 85.24% | 當選 |
| 副總統 | 李元簇 | 602  | 中國國民黨 | 80.05% |        | 當選 |

## 總統民選行動
由於此時總統仍非全民普選，而是由自1947年後即未經改選、而被譏為「萬年國會」、「老賊」的國民大會掌握選舉權。
為了抗議此情形，在野黨民主進步黨於3月2日發起「1990台灣總統民選行動」，提名黃華與吳哲朗為「台灣正副總統候選人」，以諷刺從未全面改選的第一屆國民大會票選總統的行為。3月17日，民進黨展開「總統民選運動」，以民眾至各地方黨部自行投票選出正副總統。最後活動於3月19日開票，在總統候選人方面，黃華獲21938票、林洋港432票、李登輝4186票。

## 衝擊與影響
這次由缺乏民意代表性的老國代主導的選舉引發又稱為「野百合學運」的「三月學運」。有將近6,000名來自臺灣南北各地的大學生，集結在中正紀念堂廣場上靜坐抗議，提出「解散國民大會」、「廢除臨時條款」、「召開國是會議」、以及「政經改革時間表」等四大訴求。這不但是中華民國政府遷台以來規模最大的一次學生抗議行動，同時也對台灣的民主政治有著相當程度的影響。在該次學生運動後，時任總統李登輝一方面依照其對學生的承諾，在不久後召開國是會議，另一方面也在1991年廢除《動員戡亂時期臨時條款》，並結束「萬年國會」的運作，台灣的民主化進入新階段。
李登輝當選後，隨即以郝柏村出任閣揆，取代二月政爭中對他有異心的李煥。李登輝曾對近側透露其盤算：「郝柏村若擔任閣揆，李煥不得不退，難有再杯葛的餘地，昔日的結盟也將因此瓦解。接了行政權，郝柏村勢必辦理退役，交出軍權，有利於軍中脫離人治，建立制度。在軍人干政的陰影下，反對黨與知識界將引爆爭議，或可讓郝柏村走出封閉的權力圈，直接接受民意洗禮，未嘗不是一件好事。」李登輝說：「關於這個，我了解中國人，你就給他做官，一直給升，他就歡喜。但是歡喜過後，他事情就發生，發生他就下台，下台就沒了。」

## 備註
- 1947年於中華民國（包括台灣和中國大陸）選出的國大代表為3,045名。1954年2月於台北報到的國大代表人數為1,578名，到1990年為止，752名中約有75%仍是由大陸地區選出的所謂「萬年國代」。
- 1950年中華民國立法院修法，將國民大會開會人數門檻從二分之一改成三分之一。
- 1960年3月舉行的總統選舉之後，國民大會代表與總統選舉選舉人的法定總人數改採「報到人數」，即不採計滯留在大陸地區的國大代表人數。